# Richard Halsey
Richard Halsey (* vor 1970) ist ein US-amerikanischer Filmeditor.

## Leben
Nachdem Richard Halsey die Bancroft Jr. High besuchte, ging er auf die Hollywood High School. Nach seinem Abschluss erhielt er einen Job in der Poststelle bei Warner Bros. Von dort aus wechselte er anschließend ins Tonschnittstudio von 20th Century Fox, wo er unter anderem für Kenneth Hall arbeitete. Mit seinem Einzug in die United States Army begann Halsey ein College-Studium, welches er allerdings zugunsten eines Jobs im Schnittstudio bei 20th Century Fox als Assistent von George Jay Nicholson abbrach.
Bereits 1970 konnte Richard Halsey seinen ersten eigenständigen Filmschnitt mit Der Nacktstar nachweisen, wonach er Filme wie Pat Garrett jagt Billy the Kid, Harry und Tonto und Rocky schnitt. Für letzteren wurde er nicht nur für einen BAFTA Award für den Besten Schnitt nominiert, sondern gewann 1977 den Oscar für den Besten Filmschnitt.
Er ist mit der Filmeditorin Colleen Halsey verheiratet, mit der er in Filmen wie Sister Act – Eine himmlische Karriere und Liebling, hältst Du mal die Axt? zusammenarbeitete, und lebt mit ihr in den Hollywood Hills, einem Stadtteil von Los Angeles.
Richard Halsey ist Mitglied der American Cinema Editors.

## Filmografie (Auswahl)
- 1970: Der Nacktstar (Up in the Cellar)
- 1972: Die Stunde des Wolfes (Moon of the Wolf)
- 1973: Pat Garrett jagt Billy the Kid (Pat Garrett & Billy the Kid)
- 1973: Zahltag (Payday)
- 1974: Harry und Tonto (Harry and Tonto)
- 1975: Ein Supertyp haut auf die Pauke (W.W. and the Dixie Dancekings)
- 1976: Ein Haar in der Suppe (Next Stop, Greenwich Village)
- 1976: Rocky
- 1977: Es brennt an allen Ecken (Fire Sale)
- 1978: Gottseidank, es ist Freitag (Thank God It's Friday)
- 1979: Boulevard des Todes (Boulevard Nights)
- 1980: Ein Mann für gewisse Stunden (American Gigolo)
- 1980: Ein Sommer in Manhattan (Tribute)
- 1982: Champions (That Championship Season)
- 1983: Die Aufreißer von der Highschool (Losin' It)
- 1984: Dreamscape – Höllische Träume (Dreamscape)
- 1984: Moskau in New York (Moscow on the Hudson)
- 1986: Zoff in Beverly Hills (Down and Out in Beverly Hills)
- 1987: Mannequin
- 1987: Schlappe Bullen beißen nicht (Dragnet)
- 1988: Freundinnen (Beaches)
- 1988: Zebo, der Dritte aus der Sternenmitte (Earth Girls Are Easy)
- 1990: Edward mit den Scherenhänden (Edward Scissorhands)
- 1990: Joe gegen den Vulkan (Joe Versus the Volcano)
- 1992: No Surrender – Schrei nach Gerechtigkeit (Article 99)
- 1992: Sister Act – Eine himmlische Karriere (Sister Act)
- 1993: Liebling, hältst Du mal die Axt? (So I Married an Axe Murderer)
- 1994: Allein mit Dad & Co (Getting Even with Dad)
- 1995: Das Netz (The Net)
- 1995: Das Tal der letzten Krieger (Last of the Dogmen)
- 1996: Eddie
- 1997: Noch einmal mit Gefühl (That Old Feeling)
- 1998: Barneys großes Abenteuer (Barney's Great Adventure)
- 1999: Der Wunschbaum (The Wishing Tree)
- 1999: Die Silicon Valley Story (Pirates of Silicon Valley)
- 2000: Kingdom Come
- 2001: Warden of Red Rock
- 2002: Das sexte Semester (Sorority Boys)
- 2002: Pumpkin
- 2003: Coast to Coast
- 2004: Eulogy – Letzte Worte (Eulogy)
- 2007: Big Stan
- 2008: Stiletto
- 2009: Girls United – Gib Alles! (Bring It On: Fight to the Finish)
- 2011: Ticket Out – Flucht ins Ungewisse (Ticket Out)
- 2012: Girl from the Naked Eye

## Auszeichnungen
Oscar
- 1977: Bester Schnitt – Rocky

BAFTA Award
- 1978: Bester Schnitt – Rocky (nominiert)